# 栗林みな実
栗林 みな実（くりばやし みなみ、1976年6月11日 - ）は、日本の女性シンガーソングライター、声優。
静岡県静岡市葵区出身。所属レーベルはランティス。血液型はAB型。旧名義はMinami（みなみ）。愛称は「栗の子」など。
デビュー当初はアシッドがマネジメントを務めていたが、2010年3月1日付けでアーティストとしてはSOLID VOXへ、声優としてはドワンゴアーティストプロダクションへ移籍するも離籍。SOLID VOXからは2011年12月31日付けで離籍。その後、『トータル・イクリプス』などを制作するイクストルに所属するも離籍し、2022年7月より株式会社クラウドナイン所属。

## 来歴
少女時代に憧れた職業は漫画家だったという。中学生の頃、演劇部に所属して舞台に立って芝居をすることが好きだったという。アニメも好きだったが、高校進学時、テレビアニメ『美少女戦士セーラームーン』で初めて職業としての声優を意識したという。当時、文房具、キャラクターソングのCDなど、色々なセーラームーングッズを集めていたが、その中にあったカセットコレクションを聴いて感銘を受けて、「声だけで表現する声優て、かっこいい!!」と思ったことが声優になりたいと思ったきっかけである。
常葉学園橘高等学校音楽科・代々木アニメーション学院声優タレント科（特待生）卒業。幼稚園から短大卒業までピアノを習っており、高校ではピアノを、短大では声楽を専攻した。短大入学から2000年頃まではバンドを組んでおり、ボーカル・作詞・作曲を担当していた（このバンドは、1996年に中野サンプラザで開催された全国大会へ静岡県代表として出場している）。なお、高校時代には代々木アニメーション学院主催の声優オーディションでは数千人の応募の中でグランプリを受賞（グランプリ受賞により特待生資格を得られるため、専門学校の授業料は免除される）。また、同時期に東京アナウンス学院主催のコンテストで精励賞を受賞しており、こうしたことが本格的に声優を目指すきっかけになったという。短大卒業後、専門学校在学中の1997年に声優デビュー。代々木アニメーション学院卒業後は声優事務所へ所属し、すぐにラジオのアシスタントに抜擢され、ラジオドラマのテーマ曲を作ったことが彼女にとって大きな転機となった。声優事務所は音楽に時間を取りたいという想いから半年ほどで辞めている。以降、音楽関係の仕事を目指し様々なオーディションを受けるも落選が続き、コミックマーケットなどのイベントではアシッドのアダルトゲームブランドであるアージュのスタッフとして働いていた。ジョイまっくすやいとうかなことは、この頃から付き合いがある。
栗林の名を広めた大きなきっかけとして、2001年に発売されたアージュのアダルトゲーム『君が望む永遠』（略称『君望』）がある。声優がアダルトゲームに声をあてる場合、通常は別の芸名を使い、またカメラなどへの露出も避けることが多いのだが、栗林は名前を変えずにメインヒロインの1人である涼宮遙の声を演じたうえ、デビュー曲であるOP主題歌「Rumbling hearts」を歌い、コスプレでイベントに出演するなど、積極的なアピールを行った。『君望』は大ヒットし、栗林の知名度も向上した。「Rumbling hearts」は当初作詞だけを依頼されていたが、後に「歌ってみないか？」と誘われたのだという。この曲はシングルカットはされていないが、作中で非常に印象的な使われ方をしたことから、『君望』関連ソングのファン投票ではほぼ常に1位を獲得する人気を誇っている。『君望』がテレビアニメ化やコンシューマ版発売と展開されていく中で数多くの関連曲も歌っており、その多くの作詞や作曲も行った。後のラジオで栗林は「25歳までにこの世界へ入れなかったら、もう諦めようと思っていた」と述べているが、『君望』が発売された時、栗林は25歳だった。
その後もPCゲームの楽曲を中心に歌っていたが、テレビアニメ版『君望』のOP主題歌「Precious Memories」のヒットにより、アニメソング歌手としても注目を集めるようになる。この曲は栗林にとって初のアニソンであるため、「かなり思い入れがある」とラジオなどで語っている。これを機に、数々のテレビアニメの楽曲も手掛けている。近年はJAM Projectとの共演や『Animelo Summer Live』への出演に加え、海外でのライブやSound Horizonへの参加など、活動の幅を広げている。『Animelo Summer Live』には2005年から2014年まで、全出演者中、唯一の皆勤賞者であった。
2007年からは都市部を中心にライブツアーを行うようになり、2ndライブツアー『dream link』の最終日には、デビューからの目標の1つとしていた出身地である静岡市での公演を果たした。SOLID VOXへ移籍後は海外でのライブの機会が多くなり、2010年度はアメリカ・ブラジル・メキシコ・台湾・上海・香港でもライブを行っている。
自身の楽曲に加え様々なアニメ・ゲーム・ユニットなどの作詞・作曲を手掛けており、2011年現在、発売されたCDの中で作詞は100曲以上、作曲は80曲以上に上る。曲作りは詞先や曲先にとらわれず、作詞と作曲を同時に行うこともある。
「栗林みな実」は、デビュー時につけられた芸名である。「栗林」については「高校時代の名簿をパッと開いて目に入ったものであり、5文字だったから」、「みな実」については「赤ちゃんの名付け本のひらがな2文字漢字1文字のコーナーからかわいい名前を選び、ひらがなが混ざっている方が目に付くと思ったから」と発言している。「Minami」は2016年に活動15周年となったことから、これを機に改名したものである。
2015年7月7日、1男の母であることを公表した。
2016年、名義を「栗林みな実」から「Minami」に変更。
2019年8月3日、名義を「栗林みな実」に戻して活動をすることを発表した。
2023年6月11日、歌手デビュー20周年を記念したフォトアルバム『栗林みな実 20th Anniversary フォトアルバム Precious Memories』を発売。また、8月19日の神奈川・横浜BAY HALL公演より、47都道府県全てを巡る全国ツアー「栗林みな実 LIVE TOUR 2023 “voice trajectory”」を開始。12月3日の東京・新宿BLAZE公演をもってツアーファイナルを迎えた。
2024年3月27日、カバーソングプロジェクト『CrosSing 8th Season』に参加。「トライアングラー」（坂本真綾）をカバーし、その音源を配信リリース。また同日に「CrosSing」公式YouTubeチャンネルで、歌唱動画が公開された。また8月3日には、自身初のアコースティックライヴ『栗林みな実 マロンティックナイト 2024』を神奈川・ビルボードライブ横浜にて昼夜2公演開催した。

## 声優
声優としては、アージュの『君望』に加え、ニトロプラスやオーバーフローなど、主にちよれんの作品に出演。また、「ワイルド三人娘」や「exige」といった声優ユニットとしても活動している。
アダルトゲームへの出演の姿勢は長らく前述のとおりだったが、2011年には諸事情により『SHINY DAYS』への出演を中止した（詳細は「小渕みなみの登場中止」を参照）。
憧れの声優は三石琴乃。

## 人物
1998年発売のゲーム『キラッと解決!64探偵団』は代々木アニメーション学院時代で本名村上久美子名義出演。
地上波での音楽番組初出演となった『MUSIC JAPAN 新世紀アニソンSP』では「透き通るような歌声」と紹介された。1〜2歳で「キャンディ♥キャンディ」を父のギターに合わせて歌っていた。3歳の時に近所のお祭りのカラオケ大会で「どんぐりころころ」を熱唱したうえ、幼稚園の時にピアノを習い始めるなど、幼少時から音楽に恵まれた環境で育つ。小学5年生の時には初作曲を手掛け、県入選を果たした。歌、バンドなど、様々なコンテストに参加しては優勝しており、コンテストマニアとしての一面もあった。
奥井雅美の「信者」を自称するほどの大ファン。2007年には奥井のアルバム『Masami Life』に作曲で携わり、『Animelo Summer Live 2009』のテーマソング「RE:BRIDGE 〜Return to oneself〜」では奥井が作詞、栗林が作曲という形でタッグを組むなど、仕事を共にする機会もある。
かつては極度の人見知りで他人の話に入ることも苦手だったため、『アニぱら音楽館』に初めてゲスト出演した際は話が全く盛り上がらず、司会の影山ヒロノブに質問を催促された遠藤正明から「好きな内臓は？」と突発的な質問をされた。しかし、現在では「人見知りを完全に克服した」と『君のぞらじお』や『Animelo Summer Live』などで語っている。
普通自動車免許（限定なし）を取得しており、特技はピアノ、リコーダー、『マッピー』。『マッピー』の腕前は最高で53面に到達するほどだという。また、漫画やアニメが好きで詳しく、おたくであることを公言している。
自身のライブや、『Animelo Summer Live』などに出演する際、2002年に結成されたBASXIがバックバンドを務めている。現メンバーは、飯塚昌明（ギター）、瀧田イサム（ベース）、佐々木真理（ピアノ・コーラス）、岩田ガンタ康彦（ドラムス）。最近は栗林工業高校軽音部（通称：栗工バンド）と呼ばれている。『君望』関係者とは親交が深い。声優の榊原ゆいとはお互い業界デビュー以前からの付き合いであり、2018年にユニットStar☆Pierceを結成した。

## ディスコグラフィ

### シングル
|            | 発売日         | タイトル                      | 規格品番                              | 規格品番   | オリコン 最高位 |
| 初回限定盤 | 発売日         | タイトル                      | 通常盤                                |            | オリコン 最高位 |
| ---------- | -------------- | ----------------------------- | ------------------------------------- | ---------- | --------------- |
| 1st        | 2002年4月3日   | マブラヴ                      |                                       | LACM-4048  | 97位            |
| ※          | 2002年7月26日  | マブラヴ BASXI ver.           | HBC-001                               |            |                 |
| 2nd        | 2003年2月5日   | 風のゆくえ/yours              | LACM-4084                             | 68位       |                 |
| 3rd        | 2003年10月29日 | Precious Memories             | LACM-4107                             | 17位       |                 |
| 4th        | 2004年1月21日  | 翼はPleasure Line             | LACM-4110                             | 17位       |                 |
| 5th        | 2004年11月3日  | Shining☆Days                  | LACM-4157                             | 18位       |                 |
| ※          | 2005年2月23日  | beginning                     | LACM-4183                             | 55位       |                 |
| 6th        | 2005年3月24日  | Shining☆Days Re-Product&Remix | LACM-4189                             | 39位       |                 |
| 7th        | 2005年8月10日  | マブラヴ（再録音版）          | LACM-4209                             | 34位       |                 |
| 8th        | 2005年8月24日  | Blue treasure                 | LACM-4205                             | 37位       |                 |
| 9th        | 2005年11月2日  | Dream☆Wing                    | LACM-4227                             | 19位       |                 |
| 10th       | 2006年2月22日  | Crystal Energy                | LACM-4247                             | 15位       |                 |
| 11th       | 2006年11月22日 | Yell!                         | LACM-4320                             | 20位       |                 |
| 12th       | 2007年5月16日  | United Force                  | LACM-4364                             | 23位       |                 |
| 13th       | 2007年12月26日 | BUT,metamorphosis             | LACM-4447                             | 79位       |                 |
| 14th       | 2008年3月12日  | Next Season/sweet passion     | LACM-4476                             | 39位       |                 |
| 15th       | 2008年4月23日  | Love Jump                     | LACM-4480                             | 36位       |                 |
| 16th       | 2008年7月23日  | unripe hero                   | LACM-4514                             | 33位       |                 |
| 17th       | 2008年10月22日 | Finality blue                 | LACM-4549                             | 48位       |                 |
| 18th       | 2009年1月21日  | sympathizer                   | LACM-4563                             | 22位       |                 |
| 19th       | 2009年4月22日  | Miracle Fly                   | LACM-4606                             | 33位       |                 |
| 20th       | 2009年7月22日  | earth trip                    | LACM-4639                             | 87位       |                 |
| 21st       | 2009年10月21日 | あんりある♡パラダイス         | LACM-4657                             | 30位       |                 |
| 22nd       | 2010年1月27日  | 冥夜花伝廊                    | LASM-4047                             | 43位       |                 |
| 23rd       | 2011年1月26日  | STRAIGHT JET                  | LACM-4777                             | 16位       |                 |
| ※          | 2011年4月20日  | Choose my love!               | LACM-4795                             | 22位       |                 |
| 24th       | 2011年11月9日  | 君の中の英雄                  | LACM-34900                            | LACM-4900  | 14位            |
| 25th       | 2012年4月25日  | HAPPY CRAZY BOX               | LACM-34925                            | LACM-4925  | 25位            |
| 26th       | 2012年8月22日  | signs 〜朔月一夜〜            | AVCA-49734/B <トータル・イクリプス盤> | AVCA-49736 | 20位            |
| 26th       | 2012年8月22日  | signs 〜朔月一夜〜            | AVCA-49735/B <アーティスト盤>         | AVCA-49736 | 20位            |
| 27th       | 2012年10月24日 | BELIEVE                       | LACM-34015                            | LACM-14015 | 35位            |
| 28th       | 2012年11月28日 | Doubt the World               | AVCA-49971/B <トータル・イクリプス盤> | AVCA-49973 | 28位            |
| 28th       | 2012年11月28日 | Doubt the World               | AVCA-49972/B <アーティスト盤>         | AVCA-49973 | 28位            |
| 29th       | 2013年4月24日  | ZERO!!                        | LACM-34083                            | LACM-14083 | 30位            |
| 30th       | 2013年11月6日  | True Blue Traveler            | LALM-4001                             | LALM-4003  | 18位            |
| 31st       | 2014年7月30日  | moving soul                   | LACM-34246                            | LACM-14246 | 31位            |
| 32nd       | 2016年8月24日  | Patria                        | LACM-34527                            | LACM-14527 | 74位            |
| 33rd       | 2017年2月22日  | illuminate                    | LACM-34573                            | LACM-14573 | 56位            |
| 34th       | 2017年8月23日  | Beautiful Soldier             | LACM-34652                            | LACM-14652 | 78位            |
| 35th       | 2018年4月25日  | SWITCH                        | LACM-34745                            | LACM-14745 | 68位            |
| 36th       | 2018年7月25日  | One Unit                      | LACM-34788                            | LACM-14788 | 106位           |
| 37th       | 2020年10月7日  | aim                           |                                       | LACM-24020 | 70位            |
| 38th       | 2021年1月27日  | 残酷な夢と眠れ                | LACM-34075                            | LACM-24075 | 57位            |
| 39th       | 2021年8月27日  | Just the truth                | LACM-34167                            | LACM-24167 | 46位            |
| 40th       | 2022年7月20日  | WITH                          | LACM-34279                            | LACM-24279 | 38位            |
| 41st       | 2022年11月23日 | シュガー・シュガー・スパイス  | LACM-34325                            | LACM-24325 | 75位            |

### アルバム

#### オリジナルアルバム
|     | 発売日         | タイトル              | 規格品番   | オリコン 最高位 |
| --- | -------------- | --------------------- | ---------- | --------------- |
| 1st | 2004年12月1日  | Overture              | LACA-5324  | 22位            |
| 2nd | 2006年4月26日  | passage               | LACA-5501  | 12位            |
| 3rd | 2006年12月21日 | fantastic arrow       | LACA-5588  | 33位            |
| 4th | 2008年8月27日  | dream link            | LACA-5802  | 24位            |
| 5th | 2010年4月21日  | mind touch            | LACA-15021 | 32位            |
| 6th | 2011年3月9日   | miracle fruit         | LACA-15102 | 30位            |
| 7th | 2013年5月29日  | TIGHT KNOT            | LACA-15305 | 32位            |
| 8th | 2018年11月28日 | Perfect Parallel Line | LACA-15741 | 60位            |
| 9th | 2023年8月2日   | LEAP                  | CNKA-0011  | 74位            |

#### ベストアルバム
|     | 発売日         | タイトル | 規格品番    | オリコン 最高位 |
| --- | -------------- | -------- | ----------- | --------------- |
| 1st | 2011年8月3日   | stories  | LACA-9215/6 | 22位            |
| 2nd | 2018年10月29日 | Memories | LACA-9655/6 | 78位            |

### 映像作品

#### シングルV
|     | 発売日         | タイトル          | 規格品番 | 規格品番  |
| BD  | 発売日         | タイトル          | DVD      |           |
| --- | -------------- | ----------------- | -------- | --------- |
| 1st | 2003年11月27日 | Precious Memories |          | LABM-7002 |

#### ライブ映像
|     | 発売日         | タイトル                                       | 規格品番    | 規格品番 |
| BD  | 発売日         | タイトル                                       | DVD         |          |
| --- | -------------- | ---------------------------------------------- | ----------- | -------- |
| 1st | 2002年12月28日 | 栗林みな実 in BASXI Secret Live "Birthday eve" |             | ALDV-001 |
| 2nd | 2008年2月27日  | 栗林みな実 1st Tour 2007 fantastic arrow       | LABM-7020/1 |          |
| 3rd | 2009年3月11日  | 栗林みな実 Concert Tour 2008 dream link        | LABM-7033/4 |          |
| 4th | 2012年1月25日  | 栗林みな実 LIVE TOUR 2011 miracle fruit        | LABM-7091/2 |          |
| 5th | 2012年8月22日  | 栗林みな実 10th Anniversary Live “stories”     | LABX-8015/6 |          |
| 6th | 2014年1月22日  | 栗林みな実 LIVE TOUR 2013 TIGHT KNOT           | LABX-8048/9 |          |
| 7th | 2024年6月11日  | 栗林みな実 LIVE TOUR 2023 “voice trajectory”   | CNKB-0021   |          |

#### その他ライブ映像
| 発売日         | タイトル                                                                            | 規格品番                                    | 規格品番        |
| 発売日         | タイトル                                                                            | BD                                          | DVD             |
| -------------- | ----------------------------------------------------------------------------------- | ------------------------------------------- | --------------- |
| 2004年8月13日  | ランブリングトルネード vs ちよれん大サーカス2                                       |                                             | VSDV-0001       |
| 2006年2月19日  | age Presents Event DVD Series vol.01 君のぞらじお感謝祭 萌・川崎博                  |                                             |                 |
| 2006年6月23日  | School Days Secret Live DVD                                                         | WADV-001                                    |                 |
| 2006年10月7日  | 奥井雅美 spring tour 2006 GodSpeed 〜Tour Final Birthday〜                          | EVBL-0004/5                                 |                 |
| 2006年12月21日 | Animelo Summer Live 2006 I                                                          | KIBA-1365                                   |                 |
| 2006年12月21日 | Animelo Summer Live 2006 II                                                         | VIBL-354                                    |                 |
| 2007年4月22日  | age Presents Event DVD Series vol.02 真・君のぞらじお〜横浜は萌えているか〜         |                                             |                 |
| 2007年8月27日  | age Presents Event DVD Series vol.03 君のぞらじお感謝祭 Love Adventure 未来への咆哮 |                                             |                 |
| 2007年11月28日 | Animelo Summer Live 2007 Generation-A                                               | LABM-7015〜7                                |                 |
| 2007年12月14日 | age Presents Event DVD Series vol.04 HAYASE MITSUKI ANNIVERSARY LIVE2007            |                                             |                 |
| 2009年3月25日  | Sound Horizon 6th Story Concert Moira 〜其れでも、お征きなさい仔等よ〜              | KIBM-90186/7（初回盤） KIBM-186/7（通常盤） |                 |
| 2009年3月25日  | Animelo Summer Live 2008 -Challenge- 8.30                                           | KIXM-3〜4                                   | KIBM-201〜3     |
| 2010年2月24日  | Animelo Summer Live 2009 -RE:BRIDGE- 8.22                                           | KIXM-1007〜8                                | KIBM-1052〜4    |
| 2011年4月20日  | Animelo Summer Live 2010 -evolution- 8.28                                           | KIXM-1012〜3                                | KIBM-1058〜60   |
| 2011年7月27日  | Sound Horizon 7th Story Concert Märchen 〜キミが今笑っている、眩いその時代に…〜     | KIXM-28                                     | KIBM-282/3      |
| 2011年10月26日 | IS ワンオフ・フェスティバル                                                         | ZMXH-7379                                   | ZMBH-7378       |
| 2012年3月28日  | Animelo Summer Live 2011-rainbow-8.28                                               | KIXM-1018〜1019                             | KIBM-1504〜1506 |
| 2013年3月17日  | Animelo Summer Live 2012-INFINITY∞- 8.26                                            | KIXM-1022〜3                                | KIBM-1510〜2    |
| 2013年2月27日  | SUPER GAMESONG LIVE 2012 -NEW GAME-                                                 | YZPB-8002                                   |                 |
| 2014年3月26日  | Animelo Summer Live 2013 -FLAG NINE- 8.24                                           | KIXM-1026〜7                                | KIBM-1516〜8    |
| 2015年3月25日  | Animelo Summer Live 2014 -ONENESS- 8.30                                             | LABX-8077～8                                |                 |
| 2017年3月29日  | Animelo Summer Live 2016 刻-TOKI- 8.28                                              | KIXM-1035-1036                              |                 |
| 2018年3月28日  | Animelo Summer Live 2017 -THE CARD- 8.25                                            | LABX-8231～2                                |                 |
| 2019年3月27日  | Animelo Summer Live 2018 "OK!" 8.25                                                 | SSXX-43～44                                 |                 |
| 2020年3月25日  | Animelo Summer Live 2019 -STORY- DAY2                                               | KIXM-409～10                                |                 |
| 2022年4月6日   | Animelo Summer Live 2021 -COLORS- 8.28                                              | LABX-8534～5                                |                 |

### 書籍
- アニサマ Girls Night Book favorite talk（2010年11月2日、AG-ONE）※同梱CDにはテーマソング「熱帯夜Girls」と「G.F.N (Girls Friday Night)」を、同梱DVDにはレコーディング映像やスタイルブックのメイキング映像を収録[27]。
- 栗林みな実 20th Anniversary フォトアルバム『Precious Memories』（2023年6月11日）※公式ウェブショップ「マロンランド」にて販売[11]。

### コンピレーション・キャラクターソング
| 発売日   | 商品名 （規格品番）                                                                            | 歌                                                                             | 楽曲                                                           | 備考 |
| 2001年   | 2001年                                                                                         | 2001年                                                                         | 2001年                                                         | 2001年 |
| -------- | ---------------------------------------------------------------------------------------------- | ------------------------------------------------------------------------------ | -------------------------------------------------------------- | --- |
| 8月29日  | 君が望む永遠 Soundtrack plus（LACA-5062）                                                      | 栗林みな実                                                                     | 「Rumbling hearts」                                            | PCゲーム『君が望む永遠』オープニング主題歌 |
| 10月30日 | 君が望む永遠 Dramatheater vol.1（LACA-5072）                                                   | 涼宮遙（栗林みな実）、速瀬水月（石橋朋子）                                     | 「Rumbling hearts（twin-vo ver.）」                            | PCゲーム『君が望む永遠』関連曲 |
| 12月5日  | 君が望む永遠 Dramatheater vol.2（LACA-9007/8）                                                 | 栗林みな実                                                                     | 「いっしょにいたいね」                                         | |
| 2002年   |                                                                                                |                                                                                |                                                                | |
| 4月22日  | 君が望む永遠 Dramatheater vol.3（LACA-5106）                                                   |                                                                                | 「」                                                           | |
| 11月20日 | CC♪4U(Chiyoren-channel♪for you) -ちよれんちゃんねる♪の歌-（HBS-001）                           |                                                                                | 「」                                                           | |
| 2003年   |                                                                                                |                                                                                |                                                                | |
| 7月24日  | SONGS FROM âge（LACA-5190）                                                                    | 栗林みな実                                                                     | 「君がいた季節（BASXI ver.）」 「化石の歌」 「ウインターラブ」 | |
| 7月24日  | SONGS FROM âge（LACA-5190）                                                                    | 涼宮遙（栗林みな実）                                                           | 「Rumbling hearts（Acoustic ver.）」                           | |
| 12月26日 | 君が望む永遠 Character Image Song series Portrait*2 遙（LACM-4116）                            | 涼宮遙（栗林みな実）                                                           | 「星空のワルツ」                                               | テレビアニメ『君が望む永遠』エンディングテーマ |
| 12月26日 | 君が望む永遠 Character Image Song series Portrait*2 遙（LACM-4116）                            | 涼宮遙（栗林みな実）                                                           | 「眠り姫」                                                     | テレビアニメ『君が望む永遠』関連曲 |
| 8月31日  | Blue tears                                                                                     | 涼宮遙（栗林みな実）                                                           | 「Blue tears（遙version）」                                    | PCゲーム『君が望む永遠〜DVD specification〜』アバン主題歌 |
| 2004年   |                                                                                                |                                                                                |                                                                | |
| 2月4日   | 純情Fever（LACM-4120）                                                                         | ワイルド三人娘 featuring すかいてんぷる                                        | 「純情Fever」                                                  | ラジオ『君のぞらじお』オープニングテーマ |
| 2月4日   | 純情Fever（LACM-4120）                                                                         | ワイルド三人娘                                                                 | 「ノンストップ♪ワイルド三人娘」                                | ラジオ『君のぞらじお』エンディングテーマ |
| 5月4日   | Fight 〜ランブリングエンジェルのテーマ〜（SKR-1004）                                           |                                                                                | 「」                                                           | |
| 10月27日 | 闇鍋CD・極（LACA-5331）                                                                        | 栗林みな実                                                                     | 「天使の真実」                                                 | テレビアニメ『ギャラクシーエンジェル』 |
| 2005年   |                                                                                                |                                                                                |                                                                | |
| 4月27日  | MAGIC/KATAOMOI（LACM-4179）                                                                    | ワイルド三人娘                                                                 | 「MAGIC」                                                      | ラジオ『君のぞらじお』オープニングテーマ |
| 4月27日  | MAGIC/KATAOMOI（LACM-4179）                                                                    | ミナミ・クリバヤシ、CT.ベロニカ                                                | 「KATAOMOI」                                                   | ラジオ『君のぞらじお』エンディングテーマ |
| 4月28日  | School Days VOCAL ALBUM（LACA-5370）                                                           | 栗林みな実                                                                     | 「あなたが…いない」                                            | PCゲーム『School Days』エンディングテーマ |
| 6月24日  | ONENESS（ONEM-0001）                                                                           |                                                                                | 「」                                                           | |
| 10月26日 | タイドライン・ブルー ORIGINAL SOUND TRACK（LACA-5444）                                         |                                                                                | 「」                                                           | |
| 12月21日 | Believe yourself（LACM-4235）                                                                  | exige                                                                          | 「Believe yourself」                                           | テレビアニメ『IGPX』エンディングテーマ |
| 12月21日 | Believe yourself（LACM-4235）                                                                  | exige                                                                          | 「Funny Girl」                                                 | |
| 2006年   |                                                                                                |                                                                                |                                                                | |
| 3月8日   | Love Adventure（LACM-4252）                                                                    | ワイルド三人娘                                                                 | 「Love Adventure」                                             | ラジオ『君のぞらじお』オープニングテーマ |
| 3月8日   | Love Adventure（LACM-4252）                                                                    | ワイルド三人娘                                                                 | 「secret place」                                               | ラジオ『君のぞらじお』エンディングテーマ |
| 6月7日   | 高機動幻想 ガンパレード・オーケストラ 主題歌集（LACM-4265）                                    |                                                                                | 「」                                                           | |
| 6月7日   | MUV-LUV ALTERNATIVE ORIGINAL SOUND TRACK VOL.2（LACA-5524）                                    |                                                                                | 「」                                                           | |
| 6月9日   | OUTRIDE（GNCA-0031）                                                                           |                                                                                | 「」                                                           | |
| 6月23日  | Summer Days ORIGINAL SOUND TRACK（LACA-5534）                                                  | 栗林みな実                                                                     | 「海から始まる物語」                                           | PCゲーム『Summer Days』グランドエンディングテーマ |
| 8月2日   | 舞-乙HiME BEST COLLECTION（LACA-5536/7）                                                       |                                                                                | 「」                                                           | |
| 10月4日  | 高機動幻想 ガンパレード・オーケストラ オリジナルサウンドトラック（LACA-9065〜7）               |                                                                                | 「」                                                           | |
| 10月25日 | “MUV-LUV” collection of Standars Edition songs divergence（LACA-5579）                         |                                                                                | 「」                                                           | |
| 2007年   |                                                                                                |                                                                                |                                                                | |
| 6月20日  | Generation-A（EVCS-1002）                                                                      |                                                                                | 「」                                                           | |
| 8月22日  | School Days Ending Theme+（LACA-5677）                                                         | 栗林みな実                                                                     | 「涙の理由」                                                   | テレビアニメ『School Days』第5話・第11話挿入歌、第6話・第11話エンディングテーマ                                                                                  |
| 8月22日  | School Days Ending Theme+（LACA-5677）                                                         | 栗林みな実                                                                     | 「あなたが…いない -remix ver.-」                               | テレビアニメ『School Days』第9話エンディングテーマ |
| 10月3日  | 機神大戦ギガンティック・フォーミュラ Original Sound Track Vol.1（LACA-5689）                   |                                                                                | 「」                                                           | |
| 11月7日  | キューティーハニー（LACM-4418）                                                                | ワイルド三人娘                                                                 | 「キューティーハニー」                                         | テレビドラマ『キューティーハニー THE LIVE』オープニングテーマ |
| 11月7日  | キューティーハニー（LACM-4418）                                                                | ワイルド三人娘                                                                 | 「Bondage Racer」                                              | ラジオ『君のぞらじお』エンディングテーマ |
| 12月21日 | 君が望む永遠〜Next Season〜 キャラクターイメージCD vol.1                                       | 栗林みな実                                                                     | 「Still I love you…（surface ver.）」                          | OVA『君が望む永遠〜Next Season〜』イメージソング |
| 2008年   |                                                                                                |                                                                                |                                                                | |
| 4月23日  | @Lantis NonStop Dance Remix Vol.1（LACA-5767）                                                 |                                                                                | 「」                                                           | |
| 5月28日  | マイポートレイト・イン・君が望む永遠（LACA-5775）                                              | 涼宮遙（栗林みな実）、涼宮茜（水橋かおり）                                     | 「テレパシースターズ」                                         | ラジオ『君のぞらじお eternity』オープニングテーマ |
| 5月28日  | マイポートレイト・イン・君が望む永遠（LACA-5775）                                              | 鳴海孝之、涼宮遙（栗林みな実）                                                 | 「となりにいるから。」                                         | ラジオ『君のぞらじお eternity』エンディングテーマ |
| 5月28日  | マイポートレイト・イン・君が望む永遠（LACA-5775）                                              | 栗林みな実                                                                     | 「eternity」                                                   | OVA『君が望む永遠〜Next Season〜』エンディングテーマ |
| 7月23日  | Yells 〜It's a beautiful life〜（EVCS-1003）                                                   |                                                                                | 「」                                                           | |
| 9月3日   | Moira（KICS-91363【初回盤】 KICS-1363【通常盤】）                                              | Ελευσευς、栗林みな実、宇都宮隆、KAORI、YUUKI、REMI、内藤彩加、MIKI、霜月はるか | 「死せる者達の物語 -Ιστορια-」                                 | |
| 9月3日   | Moira（KICS-91363【初回盤】 KICS-1363【通常盤】）                                              | 栗林みな実、REMI、MIKI、霜月はるか                                             | 「星女神の巫女 -Αρτεμισια-」                                   | |
| 9月3日   | Moira（KICS-91363【初回盤】 KICS-1363【通常盤】）                                              | 栗林みな実、岩崎良美、Ελευσευς                                                 | 「死せる乙女その手には水月 -Παρθενος-」                        | |
| 9月10日  | ブラスレイター ORIGINAL SOUND TRACK（LACA-9123/4）                                             |                                                                                | 「」                                                           | |
| 11月26日 | 舞-乙HiME 0 〜S.ifr〜 Original Soundtrack 乙女の宝箱（LACA-5846）                              |                                                                                | 「」                                                           | |
| 12月25日 | SONGS FROM âge 2（LACA-5844）                                                                  |                                                                                | 「」                                                           | |
| 2009年   |                                                                                                |                                                                                |                                                                | |
| 5月27日  | BEST OF WILD 3NIN MUSUME（LACA-5910）                                                          |                                                                                | 「」                                                           | |
| 6月24日  | RE:BRIDGE〜Return to oneself〜（DWCS-1001）                                                    |                                                                                | 「」                                                           | |
| 6月24日  | 宇宙をかける少女 ORIGINAL SOUNDTRACK VOL.2（LACA-5921）                                        |                                                                                | 「」                                                           | |
| 9月25日  | 舞-HiME、そして舞-乙HiME&0〜S.ifr〜&宇宙をかける少女 COMPILATION 〜少女たちの絆〜（LACA-5956） |                                                                                | 「」                                                           | |
| 12月9日  | ガンダムトリビュート from Lantis（LACA-5985）                                                  | 栗林みな実                                                                     | 「JUST COMMUNICATION」                                         | |
| 12月23日 | 宇宙をかける少女 Best COLLECTION（LACA-5987）                                                  |                                                                                | 「」                                                           | |
| 2010年   |                                                                                                |                                                                                |                                                                | |
| 6月23日  | evolution 〜for beloved one〜（DGES-10003）                                                    |                                                                                | 「」                                                           | |
| 11月2日  | アニサマ GIRLS NIGHT Book favorite talk                                                        | アニサマGIRLS 2010                                                             | 「熱帯夜Girls」                                                | イベント『アニサマ Girls Night 2010』テーマソング |
| 12月15日 | Märchen（KICS-91630【初回盤】 KICS-1630【通常盤】）                                            |                                                                                | 「」                                                           | |
| 2011年   |                                                                                                |                                                                                |                                                                | |
| 3月2日   | 刀語 第十二巻 炎刀・銃 特典CD                                                                  | 栗林みな実                                                                     | 「時すでに始まりを刻む」                                       | テレビアニメ『刀語』第12話エンディングテーマ |
| 5月11日  | 戦場のヴァルキュリア3 Sound and Song Collection（LASA-9021/2）                                 |                                                                                | 「」                                                           | |
| 7月27日  | rainbow（DGES-10004）                                                                          |                                                                                | 「」                                                           | |
| 9月21日  | すーぱー☆あふぇくしょん（LACM-4858）                                                           | 栗林みな実、橋本みゆき、飛蘭、美郷あき、yozuca*、rino                          | 「すーぱー☆あふぇくしょん」                                    | OVA『カーニバル・ファンタズム』オープニングテーマ |
| 9月21日  | すーぱー☆あふぇくしょん（LACM-4858）                                                           | 栗林みな実、橋本みゆき、飛蘭、美郷あき、yozuca*、rino                          | 「Fly high〜ツバサノキオク〜」                                 | |
| 2012年   |                                                                                                |                                                                                |                                                                | |
| 3月21日  | Bounce Back（AVCA-49538/9）                                                                    | 栗林みな実                                                                     | 「Bounce Back」                                                | テレビドラマ『仮面ライダーフォーゼ』挿入歌 |
| 6月27日  | Heart of Magic Garden（LACA-15185）                                                            |                                                                                | 「」                                                           | |
| 7月18日  | INFINITY 〜1000年の夢〜（DGBS-10014B）                                                         |                                                                                | 「」                                                           | |
| 2014年   |                                                                                                |                                                                                |                                                                | |
| 3月5日   | PS3/Vita『IS＜インフィニット・ストラトス＞2 イグニッション・ハーツ』主題歌集                   | 栗林みな実                                                                     | 「coloration」                                                 | PS3/Vitaゲーム『IS〈インフィニット・ストラトス〉2 イグニッション・ハーツ』オープニングテーマ                                                                     |
| 2016年   |                                                                                                |                                                                                |                                                                | |
| 6月8日   | INFINITE STRATOS COMPLETE ALBUM                                                                | 栗林みな実                                                                     | 「Overflowing」                                                | PS3/Vitaゲーム『IS〈インフィニット・ストラトス〉2 ラブ アンド パージ』オープニングテーマ                                                                         |
| 6月8日   | INFINITE STRATOS COMPLETE ALBUM                                                                | 栗林みな実                                                                     | 「Romantic Blue」                                              | iOS版ゲーム『IS〈インフィニット・ストラトス〉 ブレイジング・メモリー』主題歌                                                                                     |
| 6月8日   | INFINITE STRATOS COMPLETE ALBUM                                                                | 栗林みな実                                                                     | 「GALACTIC WORLD」                                             | ゲーム『IS〈インフィニット・ストラトス〉 ヴァーサス カラーズ』主題歌                                                                                             |
| 2017年   |                                                                                                |                                                                                |                                                                | |
| 10月25日 | 翼を持つ者 〜Not an angel Just a dreamer〜（EYCA-11678/B）                                     | [ 注 3 ]                                                                       | 「翼を持つ者 〜Not an angel Just a dreamer〜」                 | |
| 2018年   |                                                                                                |                                                                                |                                                                | |
| 8月4日   | Star☆Pierce                                                                                    | Star☆Pierce                                                                    | 「」                                                           | |
| 2019年   |                                                                                                |                                                                                |                                                                | |
| 1月30日  | Circle-Lets Friends!                                                                           | 橋本みゆき、佐咲紗花、美郷あき、CooRie、yozuca*、Minami                        | 「Circle-Lets Friends!」                                       | テレビアニメ『サークレット・プリンセス』のエンディングテーマを収録したコラボレートシングル。カップリングには各シンガーによる同曲のソロボーカルバージョンを収録。 |
| 1月30日  | Circle-Lets Friends!                                                                           | Minami                                                                         | 「Circle-Lets Friends! -Minami Ver.-」                         | テレビアニメ『サークレット・プリンセス』のエンディングテーマを収録したコラボレートシングル。カップリングには各シンガーによる同曲のソロボーカルバージョンを収録。 |
| 4月17日  | JEWELRY BOX                                                                                    | Minami                                                                         | 「Ace of Swords」                                              | テレビアニメ『サークレット・プリンセス』イメージソング |
| 12月25日 | 栗林みな実15周年記念第2弾グッズ CD「Rumbling hearts 〜far afield ver.〜」                      | 栗林みな実                                                                     | 「Rumbling hearts 〜far afield ver.〜」                        | |
| 2024年   |                                                                                                |                                                                                |                                                                | |
| 3月27日  | Realize from CrosSing                                                                          | 栗林みな実                                                                     | 「トライアングラー」                                           | カバーソングプロジェクト『CrosSing - Music＆Voice-』関連曲 |

### 提供

#### 作詞・作曲
2003年
- 石橋朋子
  - 遠い夏の日
  - silver ring
- 上原ともみ
  - innocence
  - オレンジ色の空と涙

2004年
- 浅井清己
  - PANIC
  - あゆ様論

2005年
- 水橋かおり「ありがと…」

2007年
- 野川さくら「永遠の夏」
- たかはし智秋「Still I love you…」
- 水橋かおり「spring chime」

2008年
- 浅井清己・吉住梢「ウェイトレス物語」

#### 作詞
- 美郷あき
  - Waiting for you…
- SUPER GAMESONG LIVE 2012 -NEW GAME- テーマソング
  - NEW GAME

#### 作曲
- 奥井雅美
  - I wish
  - creation L
- Animelo Summer Live 2009 THEME SONG
  - RE:BRIDGE〜Return to oneself〜
- Animelo Summer Live 2010 THEME SONG
  - evolution 〜for beloved one〜
- Daisy×Daisy
  - DESERT ROSE
  - Starry angel
- Star☆Pierce[メンバー 3]「Star☆Pierce」（2018年）

## 出演

### テレビアニメ
- 君が望む永遠（2003年、涼宮遙）
- 舞-乙HiME（2005年、エルスティン・ホー）
- School Days（2007年、小渕みなみ）

### OVA
- アカネマニアックス（2004年、涼宮遙）
- 舞-乙HiME Zwei（2006年、リボンちゃん、エルスティン・ホー）
- 君が望む永遠〜Next Season〜（2007年、涼宮遙）
- School Days OVAスペシャル〜マジカルハート☆こころちゃん〜（2008年、小渕みなみ）

### Webアニメ
- あゆまゆ劇場（2006年、涼宮遙、社霞）

### ゲーム
- キラッと解決!64探偵団（1998年、りょうこ）- 代々木アニメーション学院時代の出演[29]、本名名義[30]
- アージュマニアックス（2000年、スージー/文乃）
- 化石の歌（2000年、プリエ）
- 君が望む永遠（2001年、涼宮遙）
- "Hello, world."（2002年、友永遥香）
- 君が望む永遠（2002年、涼宮遙）※DC版
- マブラヴ（2003年、社霞）
- 君が望む永遠〜DVD specification〜（2003年、涼宮遙）
- 君が望む永遠〜Rumbling hearts〜（2003年、涼宮遙）
- 君が望む永遠〜special FanDisk〜（2004年、涼宮遙）
- School Days（2005年、小渕みなみ）
- マブラヴ オルタネイティヴ（2006年、社霞、涼宮遙）
- 舞-乙HiME 乙女舞闘史!!（2006年、エルスティン・ホー）
- マブラヴ ALTERED FABLE（2007年、社霞、涼宮遙）
- 君が望む永遠〜Latest Edition〜（2008年、涼宮遙）
- アユマユ オルタネイティヴ（2008年、鳳恵理澄）
- School Days L×H（2008年、小渕みなみ）
- シェイプシフター（2010年、アーエス・カーニュエール）
- マブラヴラジオ ADV（2010年、社霞、涼宮遙）※『ハルコマニアックス』内に収録。
- Cross Days（2010年、小渕みなみ）
- マブラヴ オルタネイティヴ クロニクルズ 告白（2011年、涼宮遙）※『君がいた季節』リメイク版初回限定生産版特典に収録。
- マブラヴ オルタネイティヴ クロニクルズ 再誕（2012年、社霞、涼宮遙）[31]
- 君が望む真愛（2017年、涼宮遙）

### ドラマCD
- 君が望む永遠 Dramatheater vol.1・4（2001年 - 2002年、涼宮遙）
- 「ブッチャケ! ハローワールド」ドラマティックCD（2003年、友永遥香[32]）
- 舞-乙HiME ミス・マリアはみてた ガルデローベ丸秘裏日誌 vol.1（2006年、エルスティン・ホー）
- ミカ☆アミの乙女ちっく放送局 お姉さまと一緒スペシャル!!（2006年、エルスティン・ホー）

### ラジオCD
- 君のぞらじお CD1
- 君のぞらじお 総集編 vol.01 - 10
- Radio School Days CD Vol.2 二組だけの社会科見学（2008年）

### テレビ
- アニぱら音楽館
- @Tunes.（期間限定レギュラー）
- アニソ〜ンぷらす
- MUSIC JAPAN 新世紀アニソンSP
- STUDIO MUSIX
- MAG・ネット
- Anison Days - （第43回、2018年4月23日）

### ラジオ
全てレギュラー出演。
- ちよれんちゃんねる
- 音速♪ひとみしりちゃんねる
- 君のぞらじお
- 君のぞらじお 〜Next Season〜
- マブラヴラジオ
- アニサマSTATION
- 君のぞらじお eternity
- マブラヴラジオ アンリミテッド

### 参加イベント・ライブ
| 2002年                                                 | 2002年                          |
| タイトル                                               | 公演会場                        |
| ------------------------------------------------------ | ------------------------------- |
| Minami Kuribayashi in BASXI Secret Live "Birthday eve" | 7月24日 Shibuya eggman          |
| コミックマーケット62                                   | 8月9日 東京国際展示場           |
| TOKYO ANIMESONG STATION #1                             | 10月5日 Zepp Tokyo              |
| ちよれんちゃんねる♪公録                                | 11月20日 秋葉原アソビットシティ |
| C2ちよれん祭り                                         | 12月28日 東京厚生年金会館       |
| ランブリングエンジェル感謝祭                           | 12月29日 秋葉原アソビットシティ |

| 2003年                                                 | 2003年                                      |
| タイトル                                               | 公演会場                                    |
| ------------------------------------------------------ | ------------------------------------------- |
| 栗の子警備隊、西へ…                                    | 2月23日 難波ロケッツ                        |
| アージュドール部祭り、ラクロス天国                     | 4月3日 秋葉原ラジオ会館8階                  |
| キャラフェス2003大阪                                   | 5月4日 インテックス大阪                     |
| 栗林みな実 in BASXI vs UNDER17                         | 5月25日 CLUB eggsite                        |
| ちゃんねる♪対決 ライブ                                 | 7月27日 六本木Y2K                           |
| 美少女歌謡の夕べ                                       | 8月31日 ゆうぽうと                          |
| 君が望む永遠TVアニメ化記念 前夜祭 〜アニメ先行上映会〜 | 9月21日 社会文化会館三宅坂ホール            |
| DreamParty大阪2003秋                                   | 9月28日 インテックス大阪3号館               |
| シゲが望む永遠                                         | 11月2日 早稲田大学 西早稲田キャンパス15号館 |
| 栗の子祭り2003                                         | 11月30日 星陵会館                           |
| 栗の子祭り大阪                                         | 12月14日 TBホール                           |
| コミックマーケット65                                   | 12月28日〜12月30日 東京ビッグサイト         |

| 2005年                                   | 2005年                             |
| タイトル                                 | 公演会場                           |
| ---------------------------------------- | ---------------------------------- |
| ワンダーフェスティバル2005冬             | 2月20日 東京ビッグサイト           |
| CD「MAGIC」発売記念イベント              | 5月21日 秋葉原アソビットシティ     |
| 『School Days』シークレットライブ        | 6月12日 Shibuya eggman             |
| Animelo Summer Live 2005 -THE BRIDGE-    | 7月10日 国立代々木競技場第一体育館 |
| 萌の臨海学校ライブ                       | 8月11日 STUDIO COAST               |
| コミックマーケット68                     | 8月13日・8月14日 東京ビッグサイト  |
| 君のぞらじおPresents『萌・川崎博』       | 9月24日 CLUB CITTA'                |
| アカネマニアックス Secret Live           | 10月30日 原宿アストロホール        |
| 君のぞらじおPresents『真・君のぞらじお』 | 12月18日 横浜BLITZ                 |
| ドールズパーティー14                     | 12月25日 東京ビッグサイト          |

| 2007年                                                     | 2007年                               |
| ---------------------------------------------------------- | ------------------------------------ |
| ワンダーフェスティバル2007冬                               | 2月25日 東京ビッグサイト             |
| 君のぞらじおPresents『君らじ感謝祭2007』                   | 4月22日 日本教育会館 一ツ橋ホール    |
| Animelo Summer Live 2007 -Generation-A-                    | 7月7日 日本武道館                    |
| ワンダーフェスティバル2007夏                               | 8月12日 東京ビッグサイト             |
| 君のぞらじおPresents 速瀬水月聖誕祭2007                    | 8月27日 日本青年館                   |
| 文教大学第40回藍蓼祭メインコンサート                       | 11月2日 文教大学越谷キャンパス体育館 |
| SONGS FROM âge THE LIVE 3 かがやく時空（とき）が消えぬ間に | 12月14日 横浜BLITZ                   |
| 「聖夜歌姫」2007聖誕演唱會                                 | 12月23日 台湾 台北市政府親子劇場     |
| コミックマーケット73 栗林みな実サイン会                    | 12月30日 東京ビッグサイト            |

| 2012年                                                                | 2012年                                                 |
| --------------------------------------------------------------------- | ------------------------------------------------------ |
| C3 in Hong Kong 2012                                                  | 3月10日 香港コンベンション＆エキシビジョンセンター     |
| TE MEMORIAL NIGHT powered by MUV-LUV                                  | 4月7日 横浜BLITZ                                       |
| HAPPY CRAZY BOX 発売記念ミニライブ                                    | 5月4日 四谷区民ホール                                  |
| 栗林みな実トーク&ミニライブイベント in同志社 〜HAPPY “栗の子”BOX〜    | 5月20日 同志社大学室町キャンパス寒梅館ハーディーホール |
| SUPER GAMESONG LIVE 2012 -NEW GAME-                                   | 5月26日 パシフィコ横浜(国立大ホール)                   |
| ANIME EXPO 2012                                                       | 6月28日-7月2日 米ロサンゼルスコンベンションセンター    |
| a-nationアニジェネ                                                    | 8月5日 国立代々木競技場第一体育館                      |
| 影山ヒロノブ・遠藤正明・きただにひろしの『ゆかいな仲間たち2012』      | 8月10日 東京 Zepp DiverCity                            |
| Animelo Summer Live 2012 -INFINITY∞-                                  | 8月26日 さいたまスーパーアリーナ                       |
| 『B.G.M Festival Vol.1』 -EDGE-                                       | 9月22日 Zepp Tokyo                                     |
| 栗林みな実×黒崎真音 LIVE MEMORIES                                     | 10月6日 筑波大学 大学会館 講堂                         |
| みちのくアニソンフェス 2012〜Eastern Gale                             | 10月7日 仙台サンプラザホール                           |
| 「BELIEVE」発売記念ミニライブ                                         | 10月28日 バンダイナムコ未来研究所・ファンシアター      |
| Anime Festival Asia 2012                                              | 11月11日 Singapore Expo Hall                           |
| AKITA アニソン大運動会 FINAL                                          | 11月18日 秋田拠点センターALVE「多目的ホール」          |
| ANIMAX MUSIX 2012                                                     | 11月23日 横浜アリーナ                                  |
| TVアニメ『トータル・イクリプス』新OP・ED発売記念 スペシャルミニライブ | 11月28日 ニコファーレ                                  |
| 『MAG・ネット』「冬の声優まつりinアキバ2012」                         | 12月16日 アキバ・スクエア                              |

| 2013年                                                           | 2013年                                                     |
| ---------------------------------------------------------------- | ---------------------------------------------------------- |
| テレビアニメ『トータル・イクリプス』Blu-ray & DVD 購入者イベント | 2月11日 日本武道館                                         |
| 台北特別 A-LIVE 2013 New Year                                    | 2月17日 台北-NEO STUDIO                                    |
| めだかボックス DVD購入者限定イベント プレミアムステージ          | 3月3日 科学技術館サイエンスホール                          |
| C3 in HongKong 2013                                              | 3月15日-3月16日 香港コンベンション＆エキシビジョンセンター |
| 『はたらく魔王さま！』放送直前イベント                           | 3月31日 幕張メッセ                                         |
| 「あなたと星空の下で」公開録音                                   | 4月20日 メディアシップ内「日報ホール」                     |
| 「ZERO!!」発売記念イベント                                       | 5月12日 バンダイナムコ未来研究所・ファンシアター           |
| TE MEMORIAL NIGHT 2013 powered by MUV-LUV                        | 6月22日 品川ステラボール                                   |
| アニジェネ 〜ANISON GENERATION〜                                 | 8月9日 国立代々木競技場第一体育館                          |
| TBSアニメフェスタ                                                | 8月10日 文京シビックホール 大ホール                        |
| Animelo Summer Live 2013 -FLAG NINE-                             | 8月24日 さいたまスーパーアリーナ                           |
| 東京ゲームショウ 2013                                            | 9月22日 幕張メッセ                                         |
| ANISAMA WORLD in Tokyo                                           | 9月28日 舞浜アンフィシアター                               |
| みちのくアニソンフェス2013                                       | 10月13日 仙台サンプラザホール                              |
| Revo's Halloween Party                                           | 10月26日 さいたまスーパーアリーナ                          |
| ANIMAX MUSIX 2013                                                | 11月23日 横浜アリーナ                                      |
| はたらく魔王さま！スペシャルイベント                             | 12月15日 日比谷公園                                        |

| 2016年                                                | 2016年                                     |
| ----------------------------------------------------- | ------------------------------------------ |
| ANIMAX MUSIX 2016 OSAKA                               | 2月13日 オリックス劇場                     |
| Anime Expo Anisong World Matsuri 〜Japan Super Live〜 | 7月2日 Microsoft Theater                   |
| ANISON DREAM STAGE                                    | 7月30日 香港・九龍湾国際展貿中心6階展貿廳3 |
| Animelo Summer Live 2016 刻-TOKI-                     | 8月28日 さいたまスーパーアリーナ           |

| 2017年                              | 2017年                           |
| ----------------------------------- | -------------------------------- |
| Animelo Summer Live 2017 -THE CARD- | 8月25日 さいたまスーパーアリーナ |